# Zvonimir Vučković
Zvonimir Vučković (em sérvio:  Звонимир Вучковић; 6 de julho de 1916 — 21 de dezembro de 2004) foi um comandante militar iugoslavo Chetnik que ocupou o posto de major e voivoda durante a Segunda Guerra Mundial e um dos associados mais próximos de Draža Mihailović. 
Vučković nasceu em Bijeljina, na família croata Prkić, em 1916. Depois que seu pai morreu, quando ele tinha quatro anos, a mãe de Vučković casou-se com Aleksandar Vučković, de Vranje. Zvonimir completou a academia militar em Belgrado e tornou-se oficial militar do Exército Real Iugoslavo, primeiro em Zagreb, depois em Belgrado. Quando soube que o governo iugoslavo assinou o Pacto Tripartite com a Alemanha Nazista em 25 de março de 1941, Vučković imediatamente deixou o país para se juntar ao exército grego que lutava contra a Itália Fascista como um ato de protesto. Depois que seu próprio país foi invadido pelo Eixo, ele retornou e em junho de 1941 juntou-se às unidades de guerrilha do Exército Iugoslavo na Pátria, comumente conhecidos como Chetniks.
Em setembro, ele estabeleceu o Destacamento Takovo Chetnik e tornou-se seu comandante. Em 29 de setembro de 1941, ele comandou seu destacamento, apoiado por uma unidade de guerrilheiros comunistas, e libertou Gornji Milanovac. Mais tarde, ele se tornou comandante do 1º Corpo de exército de Ravna Gora. Ele deixou a Iugoslávia como membro da missão política e militar Chetnik no final da Operação Halyard, também organizada por ele, e passou o resto da vida nos EUA.

## Biografia
Zvonimir Vučković nasceu em Bijeljina em 6 de julho de 1916 na família de etnia croata, de pai Petar Prkić que veio de Vareš e mãe Anka de Makarska. Depois que o pai de Zvonimir morreu em 1920, sua mãe casou-se com Aleksandar Vučković, de Vranje. Em 1930, o padrasto de Zvonimir foi transferido para Zagreb . Em 1931, Zvonimir foi aceito na Academia Militar de Belgrado, aos 16 anos. Concluiu os seus estudos em Zagreb, onde viviam os seus pais, serviu na 30ª Divisão de Artilharia "Príncipe Tomislav". Em setembro de 1939, o padrasto de Zvonimir morreu quando a Alemanha Nazista assinou o Pacto Molotov-Ribbentrop com a União Soviética. Logo após o funeral de seu padrasto, a pedido dele, Zvonimir foi transferido para Belgrado para a Divisão de Artilharia de Cavalaria da Guarda Real. Ele era um grande amigo de Momčilo Smiljanić e Savo Konavlinka. 

## Segunda Guerra Mundial

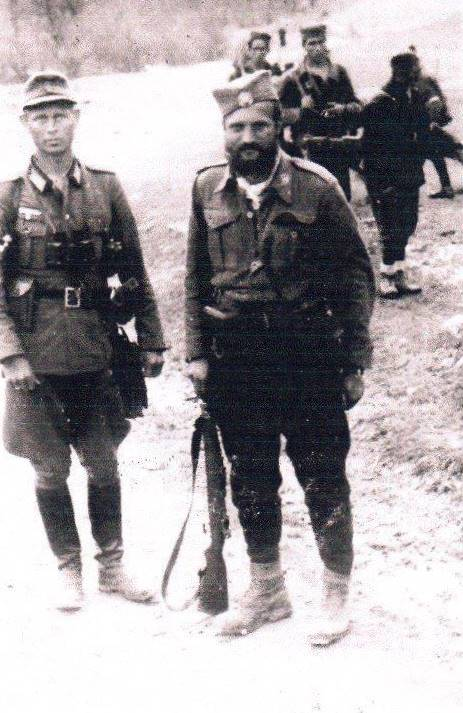
Vučković e um oficial alemão em 1944

Como ato de protesto quando o governo iugoslavo assinou o Pacto Tripartite com a Alemanha Nazista em 25 de março de 1941, Vučković deixou o país junto com dois de seus associados para se juntar ao exército grego que lutava contra a Itália fascista.   Depois que o Eixo invadiu a Iugoslávia, Vučković retornou à Sérvia ocupada pelos alemães e foi para Ravna Gora em 27 de junho de 1941 e juntou-se ao Exército Iugoslavo na Pátria conhecidas como Chetniks. Seguindo as ordens de Mihailović, Vučković estabeleceu um novo destacamento (Destacamento Takovo Chetnik) na região do condado de Takovo, que era sua zona de operação em setembro de 1941.  O codinome de Vučković era Felix.  Em 29 de setembro de 1941, o Tenente Vučković e seu Destacamento Takovo Chetnik, juntamente com uma unidade de Partidários, atacaram e capturaram Gornji Milanovac.  Em 1942 foi condecorado com a Ordem da Estrela de Karađorđe. 
Vučković foi comandante do 1.º Corpo de Exército de Ravna Gora.  O diário oficial do 1º Corpo de Ravna Gora era Ravnogorac (Равногорац) publicado desde outubro de 1943. 
Vučković comandou 2.000 Chetniks que garantiram o Congresso de Ba realizado entre 25 e 28 de janeiro de 1944. 
Vučković foi um dos principais organizadores da Operação Halyard conduzida de 2 de agosto a 27 de dezembro de 1944.  Depois que os últimos pilotos aliados foram evacuados, Mihailović enviou Vučković com a missão político-militar Chetnik ao QG Aliado em Bari.  Os outros membros foram Adam Pribićević, Vladimir Belajčić e Ivan Kovač. 

## Pós-Segunda Guerra Mundial
Após a guerra, Vučković foi para a França e depois para os Estados Unidos, onde trabalhou como engenheiro. De 1952 a 1956, foi membro da equipe editorial do Pensamento Democrático (Демократска мисао) liderado por Adam Pribićević. Publicou seus textos em Voice of Canadian Serbs e Our Word of Desimir Tošić. Vučković morreu em 21 de dezembro de 2004 na Califórnia, no mesmo dia em que a Assembleia da República da Sérvia adotou a lei que igualava os direitos dos partidários e dos chetniks. Vučković foi eleito membro de uma associação conhecida como Libertação (Ослобођење). Seu livro de memórias de guerra foi publicado em 1977 e recebeu o prêmio Slobodan Jovanović da Associação de Escritores e Artistas Sérvios de Londres como o melhor livro publicado naquele ano. 

### Leitura Adicional
- Timotijević, Miloš (2015). Zvonko Vučković: Ratna biografija (1941-1944) - rasprava o problemima prošlosti i sadašnjosti [Zvonko Vuckovic: War Biography (1941-1944) – a discussion of the problems of the past and present]. [S.l.]: Službeni glasnik. ISBN 978-86-519-1915-5